# 本荘港
本荘港（ほんじょうこう）は、秋田県由利本荘市の地方港湾である。子吉川河口に位置し、港湾管理者は秋田県。日本海に面した本荘マリーナ地区と子吉川に面した本港地区からなる。
古くから子吉川の河港として流域の物資の集散地であり、左岸の古雪港は本荘藩の、対岸の石脇は亀田藩の港であった。
今日の本港地区はこの古雪港であり、物揚場・船揚場があるが、役割は荒天時の地元漁船の避難港といった程度である。しかし、レガッタやローイング競技（ボート競技）の盛んな本荘において、本荘港は市民の親水空間となっており、本荘マリーナ、由利本荘市ボートプラザアクアパル、日帰り入浴施設パインスパ新山などと合わせて2006年にみなとオアシスに登録された。

## ギャラリー

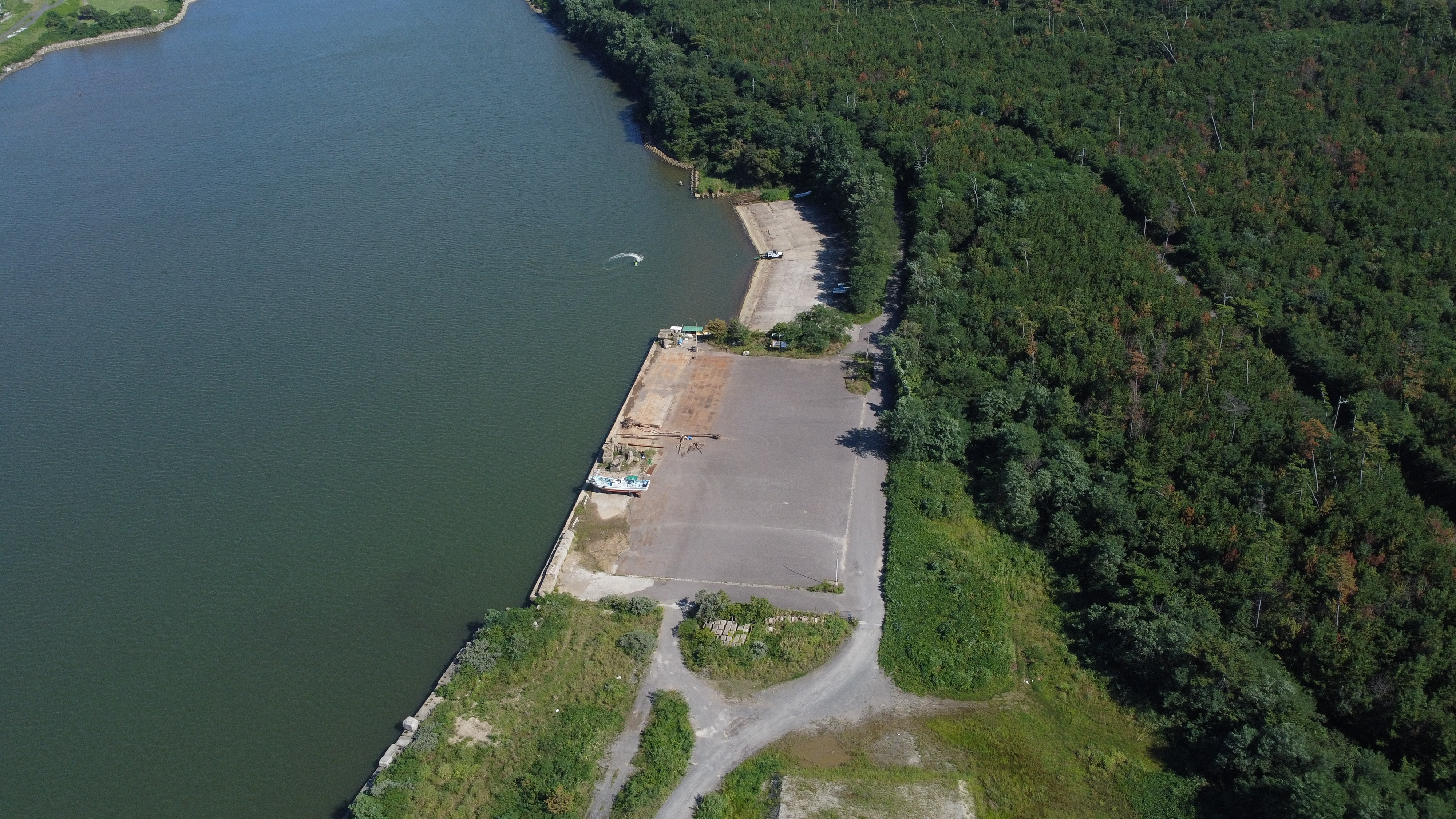
この小港が正式名称「本荘港」
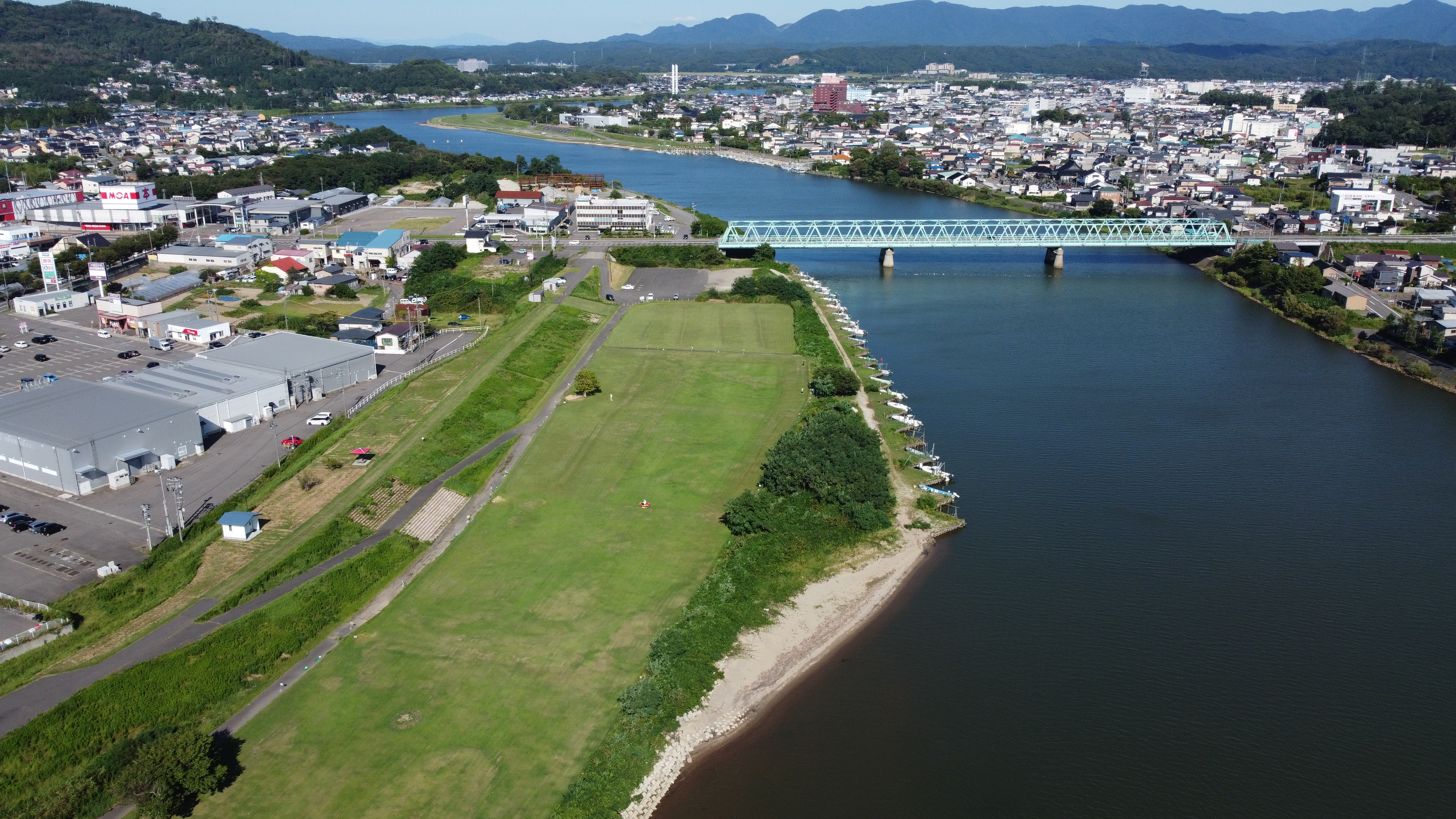
本荘大橋の手前が田頭係留所（旧暫定係留地）
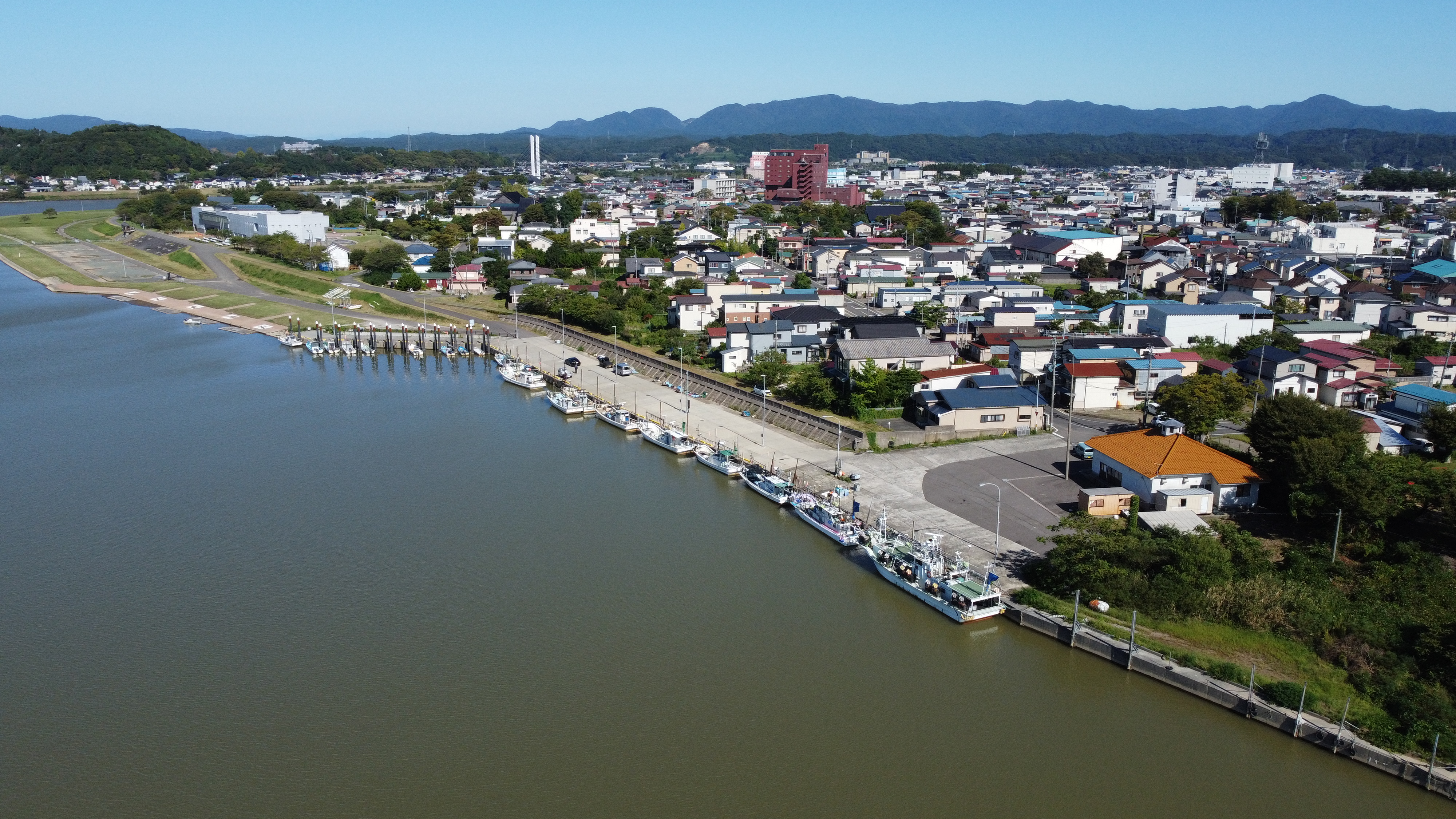
正式名称「本荘漁港」（古雪港）後方に友水公園とアクアパル
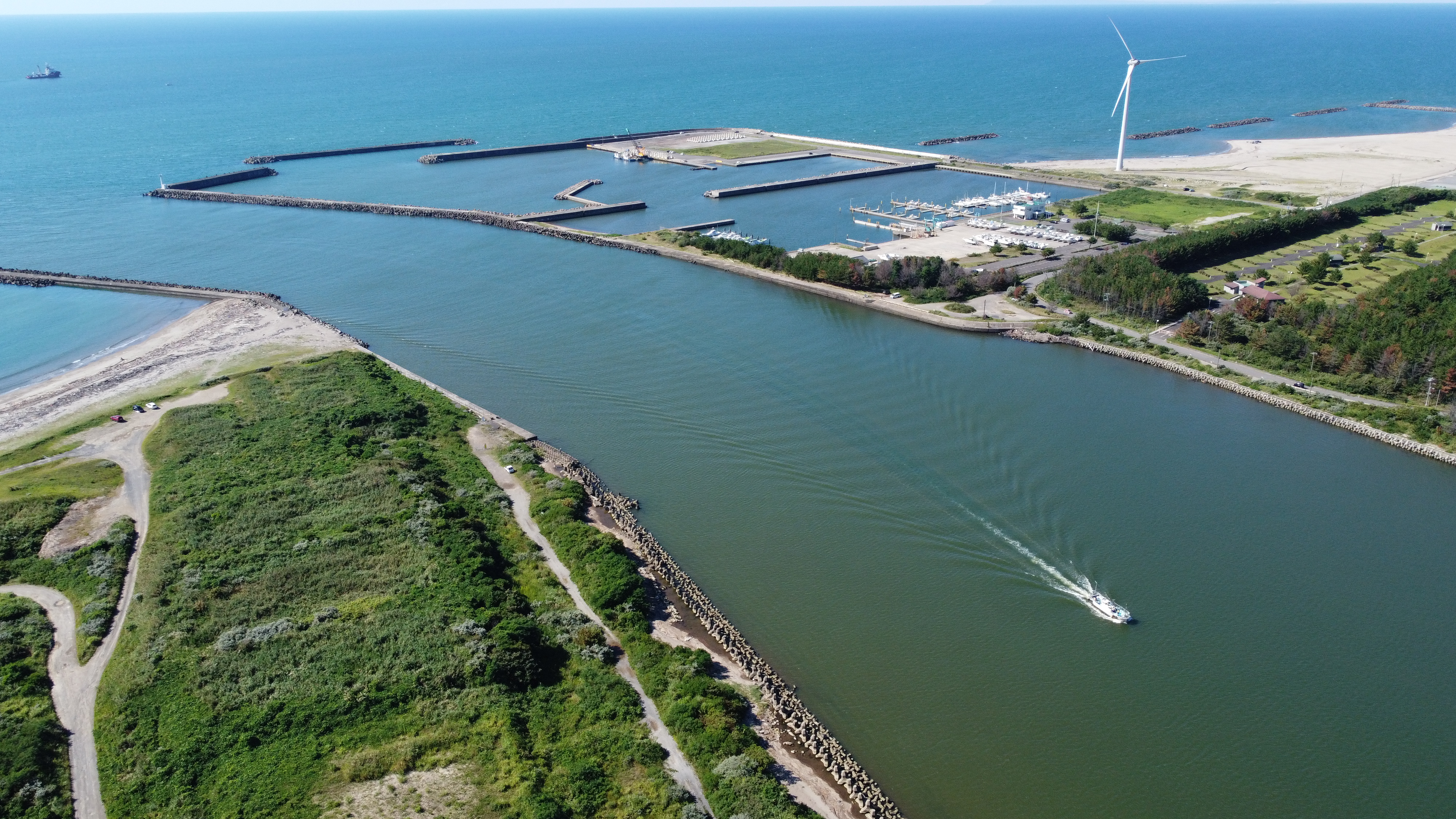
本荘マリーナ

## イベント
- マリーナ海上祭（海の日）
- 子吉川フェア（7月下旬、いかだ下り大会、物産展、ボートやカヌー乗船体験等）
- 本荘川まつり花火大会(8月上旬)
- 水辺のまち市場(毎月第2日曜日、アクアパルで定期的に行われるフリーマーケット）